# Fritz Gebhardt von Hahn
Fritz Gebhardt von Hahn (* 18. Mai 1911 in Shanghai; † 31. Januar 2003 in Aschaffenburg) war ein deutscher Diplomat in der Zeit des Nationalsozialismus. 

## Leben
Der Sohn des deutschen Konsuls Bernhard von Hahn (1880–1935) und der Edith Gebhardt besuchte ab 1921 das Gymnasium in Rotterdam und studierte von 1929 bis 1933 Rechtswissenschaften und Volkswirtschaft in München, Leipzig und Gießen. Nach dem Assessorexamen wurde er in der NSDAP-Auslandsorganisation ab 1937 persönlicher Referent Ernst Wilhelm Bohles im Rang eines Gaustellenleiters. Er war zum 1. April 1933 der NSDAP beigetreten (Mitgliedsnummer 1.800.960) und seit Herbst 1933 Mitglied der Marine-SA.
Am 25. März 1937 wurde er als Attaché im Auswärtigen Amt eingestellt und hatte eine Ausbildungsstation im deutschen Konsulat in Genf. Ab Februar 1940 war er während des Zweiten Weltkrieges wechselweise Soldat im Kriegsdienst und weiterhin im Auswärtigen Amt beschäftigt. Als Stellvertreter Franz Rademachers fasste er die von Reinhard Heydrich verteilten Berichte der Einsatzkommandos über die Ermordung der Juden zusammen, die von Staatssekretär Ernst von Weizsäcker und Unterstaatssekretär Ernst Woermann paraphiert wurden. Seit Februar 1943 leitete er das „Referat III/Judenfrage, Rassenpolitik“. Vom Gesandten Otto Bene beim Reichskommissar für die besetzten Niederländischen Gebiete verlangte er eine Liste der ausländischen Juden, die sich noch in den Niederlanden aufhielten. In einem für Unterstaatssekretär Martin Luther entworfenen Schriftsatz wurde der deutsche Botschafter in Finnland Wipert von Blücher auf die Notwendigkeit der „Lösung der Judenfrage“ hingewiesen. Das Schreiben des deutschen Botschafters in Sofia Adolf Beckerle leitete Hahn an Adolf Eichmann weiter und entwarf ein Schreiben Luthers an den Bevollmächtigten des Reichs für Griechenland Günther Altenburg zur Einleitung antijüdischer Maßnahmen. In einem privatdienstlichen Schreiben am 4. März 1943 an den Außenamtsstaatssekretär Ernst Wilhelm Bohle beklagte er sich über das mangelnde „Verständnis für die Notwendigkeit einer alsbaldigen endgültigen europäischen Lösung der Judenfrage“ bei den eigenen Berufsbeamten im Ausland.

## Zweite Karriere
Nach Kriegsende konnte er als Kriegsverletzter für zwei Jahre in einem Militärlazarett untertauchen und war dann ab Herbst 1947 in verschiedenen Funktionen in der Privatwirtschaft und bei der IHK Hannover tätig. Über seine Entnazifizierung ist nichts bekannt. Seit 1950 war er in einer Vorläuferbehörde des späteren Bundesamts für gewerbliche Wirtschaft angestellt und wurde 1957 Regierungsrat im Bundeswirtschaftsministerium. Von dort wechselte er ins Bundesamt für Wehrtechnik und Beschaffung des Verteidigungsministeriums und war in Koblenz Oberregierungsrat, als er im Januar 1964 wegen der Beteiligung am Mord an den mazedonischen und griechischen Juden inhaftiert wurde.

## Prozess
Der Prozess wegen der Mitwirkung an der Deportation der thrakischen und makedonischen Juden aus dem damaligen Bulgarien gegen ihn und Adolf Beckerle wurde vor dem Frankfurter Schwurgericht im November 1967 eröffnet. Außerdem wurde Hahn der Vorwurf gemacht, die Deportation von 20.000 griechischen Juden aus Saloniki veranlasst zu haben. In dem Prozess kam es zu einer Zeugenvernehmung des Bundeskanzlers Kurt Georg Kiesinger, mit dessen Aussagen die Verteidigung beweisen wollte, dass bei der Befürwortung der Deportationen den beteiligten Mitarbeitern im Auswärtigen Amt das Ziel der Massenvernichtung nicht bekannt gewesen sein konnte. Durch das Verfahren wurde die Identität eines weiteren Juristen des Auswärtigen Amtes, Herbert Müller-Roschach aufgedeckt, der Ende Januar 1942 nach der Wannseekonferenz zusammen mit juristischen Kollegen die Details des Selektionsverfahren von Juden in den Ostgebieten im Rahmen der Endlösung ausarbeiteten. Während das Verfahren gegen Beckerle am 27. Juni 1968 eingestellt wurde, da dieser krankheitsbedingt verhandlungsunfähig war, wurde Hahns Verfahren fortgesetzt und endete am 18. August 1968 mit einem Schuldspruch und der Verurteilung zu acht Jahren Haft wegen Beihilfe zum Mord. Die bürgerlichen Ehrenrechte und damit der Anspruch auf die Beamtenpension wurden ihm am 16. Februar 1971 vom Bundesgerichtshof wieder zuerkannt. Nach seiner Haftentlassung lebte er als Pensionär noch knapp dreißig Jahre in Aschaffenburg.